# Pseudocyclosorus tibeticus
Pseudocyclosorus tibeticus là một loài thực vật có mạch trong họ Thelypteridaceae. Loài này được Ching & Y.X. Ling miêu tả khoa học đầu tiên năm 1984.